# Филан
Филан — средневековое образование на территории современного Дагестана. Точная локализация не установлена, но среди историков существует несколько версий относительно ее локализации. По самой распространенной — Филан располагался на территориях современных Левашинского и Акушинского районов.

## Локализация территории
Арабские ученые в целом проявляют единодушие относительно географического положения Филана. Известный географ Ибн Хордадбех (умер в 890 или 912 году) в своем труде «Книга путей и стран», датируемом 885 годом, сообщает:
«Что касается ворот, то они являются входами в ущелья горы ал-Какб. Там возведены крепости, в том числе Баб Сул, Баб ал-Лан, Баб аш-Шабиран, Баб Лазика, Баб Барика, Баб Самсахи, Баб Сахиб ас-Серир, Баб Филаншах, Баб Карунан, Баб Табасараншах, Баб Лираншах, Баб Либаншах, Баб Ануширван. Баб Ануширван расположен за ал-Бабом. Все, что за этим городом, в Руках Хазар»
Ибн Хордадбех находит Филан между Сериром и Табасараном. То же самое обнаруживается у весьма авторитетного ученого — Баладзори. Основываясь на источниках доисламского Ирана, Баладзори излагает очень ценную информацию: 
«И выбрал Ануширван царей и назначил их, предоставив каждому из них шахство над отдельной областью. Из Них были хакан Горы, то есть владетель Сарира (трона), с титулом Вахрарзаншах, и царь Филана, он же Филаншах, и Табасараншах, и царь ал-Лакзов, с титулом Джурджаншах, и царь Маскута, царство которого теперь не существует, и царь Лирана с титулом Лираншах, и царь Ширвана, именующийся Ширваншахом. И утвердил властителя Бухха над Буххом и властителя Зирикирана над Зирикираном; и утвердил он царей горы Кабак в их владениях и заключил с ними мир, обязав ему платить подати».
Помимо Серира и Табасарана, рядом с Филаном Баладзори называет и Лакз.
Посетивший в 1130 году Дербент, знаменитый путешественник Абу Хамид ал-Гарнати писал: «И приняли из рук его (Масламы) ислам многочисленные народы, в том числе: лакзан, и филан, и хайдак, и заклан, и гумик, и дархах».
Ал-Гарнати поместил Филан между Лакзом и Хайдаком, что не противоречит его предшественникам. Но в отличие от них, которые обычно, помещали Филан на воображаемой линии Серир — Табасаран, он расположил его на линии Лакз — Кайтаг. Эти две линии при нанесении на карту пересекаются и указывают расположение Филана относительно соседей. В числе исламизированных Масламой народов ал-Гарнати называет заклан, гумик, дархах. Сомнений не возникает относительно Гумика. Эта политическая единица однозначно соответствует селению Кумух с округой. А. Р. Шихсаидов расшифровал дархах как Зирикиран.
Примечательно, что ал-Гарнати называет отдельно языки филан и сарир, тогда как ал-Масуди упоминает только сариров, царь которых называется филан-шах, а Ибн Хаукал подчеркивает, что «сарир — название государства и области, а не народа и племени». Сведения ал-Гарнати находят подтверждение в одной из каирских рукописей ал-Истахри, где говорится о небольшом округе Филан (село Филя), расположенном на юг или юго-запад от Дербента (эти сведения есть также у Якута), тогда как по сведениям Ибн Хаукала, Сарир начинался в двух фарсахах (12—15 км) от Семендера. Профессор Р. М. Магомедов локализует Филан на левашинском плато, то есть предположительно к востоку или к югу-востоку от Сарира, так как считает, что это владение никак иначе не могло быть присоединено к Сариру, в связи с тем, что правитель Сарира получает титул «филан-шаха», примерно в середине X века.
Наиболее подробные и интересные сведения о Филане сообщает знаменитый энциклопедист Якут аль-Хамави (1179—1229 гг.).

«В числе поселенных здесь (в Дагестане) для охраны границ (Сасанидского Ирана) находилось племя Табарсеран, а по соседству племена, известные под именем Филан и Лакз, последние особенно многочисленны и храбры…»

«Между ними (Лакзами) и Баб-ал-Абвабом страна Табарсеран; жители его так же мужественны и храбры, как и Лакзы, и страна их так же густо населена, как и у тех, разве только что Лакзы превосходят Табарсеранцев числом, и владения их гораздо обширнее. А выше лежит Филан, это незначительная область»

Наиболее конкретные сведения, дающие возможность точно определить местоположение Филана, содержатся в местной исторической хронике «Дербент-наме», принадлежащей перу небезызвестного Мухамеда Аваби Акташи:

«Эта область Кумука. Затем идет климат Йук (Филан здесь указан под местным названием), а хакима его назвали филаншах. После этого другой климат, махала Рича С. К. Т., а их хаким Б.тун—шах…»

В другом списке этого же сочинения читаем:

«На Кумукской горе в одной области верхняя часть Табасарана прилегала к лезгинам. Людей её привели из Гилана, а правителя их назвали Килан-шахом»

Таким образом, судя по источникам, Филан расположен в восточной части Дагестана, севернее или западнее Табасарана и, как правило, рядом с Сериром.
В итоге речь идет о владении, которое имеет свой собственный язык, расположено между Табасараном и Сериром, не совпадает вместе с тем ни с Хайдаком, ни с Зирихгераном. Такой территорией является федерация союзов сельских обществ, известных как Акуша-Дарго. Всё изложенное выше даёт возможность предположить, что если в VIII веке расположенные рядом Филан и Шандан и существовали самостоятельно, то в последующем, в IX—X вв. оба термина относятся к одной и той же территории, занимаемой ныне носителями акушинского и цудахарского диалектов даргинского языка, то есть современных Акушинского и Левашинского районов, составляющих в прошлом основу федерации союзов сельских общин Филан и Шандан. При описании событий IX—XII веков один и тот же автор ни разу не употребил оба термина. В «Истории Ширвана и Дербента» неоднократно упоминается Шандан и Карах и нет ни слова о Филане.
Есть также версия, что Филан находился на территории лакцев.

## Название
Историк X века Хамза Исфахани, сообщая об известной деятельности Хосрова Ануширвана, в частности, пишет: «Помимо того, каждому полководцу он выделил специального образца почетную одежду, по этим образцам или по рисункам, вотканным в одежду, стали называться эти возведенные в князья полководцы, отсюда возникли и названия: Вараншах (князь вепрь), Ширваншах (князь лев), Филаншах (князь слон), Аланшах (князь ворона), а одного он наградил серебряным троном — отсюда Сариршах».
В основе термина Филан лежит слово фил, что в переводе означает слон. Поэтому уяснение, которое дает Хамза Исфахани, представляется не лишенным смысла. Однако нужно помнить, что Филан это не этноним и не топоним, а официальное книжное название страны. Поэтому, когда в IX веке Халифат стал терять позиции на Кавказе, и Филан слился с влиятельным Лакзом, термин исчез из анналов истории. Это объясняется тем, что в эпоху вхождения Дагестана в сферу мусульманской цивилизации роль как одного из важнейших форпостов газийской экспансии, очевидно, получила отражение в названии всего региона подобно тому, как одно время всех лаков называли казикумухами.
В сообщениях полученных летописцами Филан указан под несколькими синонимичными названиями — Филан, Килан, Руклан, Зуклан и Йук:
- Как следует из источников, Филан — это внешнее или литературное название области, данное ей иранцами. А Килан является фонетическим вариантом его. Арабские графемы К(ﻕ) и Ф(ﻑ) — в начальной позиции различаются лишь количеством точек над ними, поэтому их легко путали переписчики.
- О владении Руклан[5] (Заклан, Зуклан, Йук) упоминает Абу Хамид ал-Гарнати: «народ заклан принял ислам в начале VIII в., а в 1131 г. среди жителей Дербента были также носители закаланского языка»[18]. Попытка идентифицировать его название с «агул-кошан = рукушин»[22], по мнению ученых, не убедительна. В одном из списков сочинения ал-Гарнати вместо закаланский язык написано «гуркиланский язык» («лисан ал-гуркилан»)[23]. Это согласуется с названием общества «Хуркила хуреба» (хIуркила хIуреба) и с «хюркилинским языком» — это современный урахинский диалект даргинского языка.[24] Речь идёт о времени самостоятельного существования Урахинского общества, вошедшего впоследствии в союз Акуша-Дарго.

## История
Первые сведения о Филане восходят к VI в., когда Хосров Ануширван «определил царей» Серира, Филана, Табасарана, Лакза, Маската, Лирана, Ширвана. Филан неоднократно упоминается также, при походах арабов, особенно то время компании Марвана во внутренние районы Дагестана в 739 г.
С полной уверенностью можно утверждать, что Филан сумел избежать разорительного нашествия арабов в VIII веке. Об этом недвусмысленно свидетельствуют не только археологические, но и письменные источники. Баладзори, перечисляя размеры дани, наложенные Мерваном на побежденные «царства» (Серир, Туман, Хамрин, Зирикиран, Шандан, Табасаран, Ширван, Лакз) добавляет:

«но ничего не наложил на Филаншаха за его заботливость (о мусульманской армии), военные подвиги и похвальное поведение»

В другом месте тот же автор пишет:

«Мерван обязал владетеля Ширвана быть в авангарде мусульманской армии, когда она совершает поход в землю хазар, и в арьергарде, когда она возвращается оттуда. И обязал Филаншаха только участвовать в походах с мусульманами, а Табасараншаха обязал быть в арьергарде при вторжении, и в авангарде при возвращении мусульманской армии из похода»

С данными Баладзори перекликаются сведения Куфи, согласно которому после погрома, учиненного в Серире, Хамрине, Тумане и Шандане Мерван вызвал «всех царей гор». В числе послушно прибывших союзников Халифата Куфи называет царей Ширвана, Лайзана, Филана, Табасарана и других царств.
Территория Филана в конце IX начале X вв. входила в состав Серира. Это подтверждается сообщением ал-Масуди о том, что царь Серира «зовётся Филан-шах (Килан-шах) и исповедует христианство… Филан (Килан?)- шах имя всех царей Сарира».